# Ramón Gil
Ramón Gil Sequeiros, Moncho (ur. 16 sierpnia 1897 w Vigo, zm. 19 stycznia 1965 tamże) – hiszpański piłkarz, napastnik. Srebrny medalista olimpijski z Antwerpii.
Był w kadrze reprezentacji podczas igrzysk olimpijskich w 1920, gdzie Hiszpania zajęła drugie miejsce. Moncho Gil wystąpił w dwóch meczach turnieju i były to jego jedyne mecze w reprezentacji.